# Creobroter sumatranus
Creobroter sumatranus är en bönsyrseart som beskrevs av De Haan 1842. Creobroter sumatranus ingår i släktet Creobroter och familjen Hymenopodidae. Inga underarter finns listade i Catalogue of Life.